# Roberto Chivas
Roberto Vázquez Blanco, conocido artísticamente como Roberto Chivas (Gijón, Asturias, 3 de julio de 1981), es un actor, director y productor de películas tanto para adultos como a nivel convencional español.

## Biografía
Roberto nació en Gijón, Asturias, cuando era niño se trasladó con su familia a Miami (Florida) donde estuvo hasta los 22 años y donde realizó toda su formación académica y profesional.
En el 2000 Roberto se afincó en Barcelona, donde tras varios correos electrónicos de contacto, y un casting muy exitoso Roberto comenzó sus primeros trabajos como actor porno en la productora IFG, la misma productora que tenía en exclusiva a actores de renombre como Nacho Vidal, Rocco Siffredi, Belladonna, y Sylvia Saint entre otros de aquella época.
Su nombre artístico de "Chivas" procede de una botella de whiskey que estaba en una mesa cuando este firmaba unos derechos de imagen mientras barajeaba con unos productores que nombre iba a usar de forma profesional para ser identificado.
En el 2002 Roberto se afincó en Ámsterdam durante 18 meses tras recibir una oferta para trabajar allí. Esto lo compaginaba viajando entre  España, Alemania y Francia para seguir creciendo como actor.
Asistió al Festival Internacional de Cine Erótico de Barcelona FICEB con la productora IFG todos los años consecutivos
Roberto sufrió una crisis nerviosa en el 2004, desarrollando una alopecia que le dejó prácticamente sin pelo cuando maá estaba arrancando su carrera como actor. El entonces actor comenzó a utilizar pañuelos para ocultar la alopecia mientras continuaba actuando ante las cámaras. Dicha enfermedad transitoria le duró 16 meses, después su pelo ha crecido con normalidad como en posteriores rodajes.
En el 2005 tuvo su primer contrato de contenido exclusivo con la empresa americana Flash Cash quienes le contrataron para llevar a cabo escenas rodadas entre Barcelona y Budapest. Este mismo año viajó con la productora IFG y más artistas de renombre internacional a Distrito Federal, México, donde se celebraba el 2.º Festival de Cine Erótico de México y donde recibió su primer premio al Mejor Actor de Reparto además destacó mucho en el país por tener de apellido el nombre de uno de los clubs de fútbol más importantes de México, Chivas.
Ese mismo año, Roberto recibió su segundo premio como Mejor Actor de Reparto 2005 en el Festival Internacional de Cine Erótico de Barcelona. FICEB Barcelona
En el 2006 Roberto ganó el premio al Mejor Actor de Reparto Internacional por su papel en la película 2 Sex Angels en el Festival Internacional de Cine Erótico de Madrid.
En el 2007 mientras rodaba en Budapest para una productora americana, Roberto comenzó su interpretación más ambiciosa hasta la fecha tomando el personaje protagonista en una película erótico-convencional titulada Mi padre.  Un rodaje de varios meses de rodaje profesional con un presupuesto de 300.000€, una cifra muy elevada para lo conocido en las películas de contenido erótico y que haría que Roberto ganara varios premios como Mejor Actor por su interpretación en dicha película.
En el 2009, Roberto aseguró que se retiraba del porno, tras anunciar la necesidad de tener un tiempo de reflexión en su vida para poder encaminar su futuro. 
A los pocos meses volvió a la industria para adultos con un proyecto secreto para una empresa americana que le exigía mantener la discreción de todas las producciones, aunque el secretismo se viera bastante comprometido por las constantes noticias y rumores del regreso del director. 
En el 2010 Roberto hizo público su regreso al cine para adultos como productor con un contrato de una empresa americana quienes le encargaron un proyecto de muchas escenas para una página web de contenido para adultos de pago internacional
Este mismo año Roberto Chivas fue nuevamente noticia tras ofrecer a la popular colaboradora de televisión y personaje mediático de España Belén Esteban la friolera de 250.000 euros por protagonizar una escena erótica para su productora durante una de sus rupturas con su pareja de entonces Fran Álvarez.
En el 2011 Roberto fundó la productora de cine para adultos Explicital cosechando con esta apuesta grandes éxitos tras rodar en Miami, Los Ángeles, y España contenido tanto de habla hispana como en inglés.
Continuó recibiendo homenajes durante los años 2012 y 2013 haciendo un destaque escandaloso en los eventos más importantes como el FICEB, y recibiendo múltiples reconocimientos por sus dotes de diseño y decoración en los eventos donde asistía con su equipo. Roberto también es popular por sus conocidos y amigos personajes de la TV haciéndoles partícipes de promocionar sus marcas en los eventos así como en TV y prensa de tirada nacional.
En el 2013, y tras una exitosa presencia con su productora en el Festival Internacional de Cine Erótico de Barcelona, recibiendo 4 premios para su marca en las categorías de:
Mejor Actor del Año (Rafa García), Mejor Director del Año (Roberto Chivas), Mejor Actriz del Año (Gigi Love), y Mejor Página web para Adultos del Año (Explicital) Roberto recibió una oferta por la adquisición global de su productora por parte de una empresa de Canadá. Tras varias negociaciones durante meses, Roberto aceptó la oferta y vendió la empresa que el mismo fundó.
Cabe destacar que Roberto fue el primer actor/director que impuso en España y Los Ángeles el uso del preservativo en todas sus producciones desde el comienzo con su productora Explicital y dicha actuación ha motivado a muchos otros productores del sector a inclinar sus posturas porque, como dice Roberto: "Los profesionales del sector debemos dar ejemplo del sexo seguro utilizando el preservativo en todas las producciones".

## Premios
Roberto ha cosechado varios premios a lo largo de su carrera 
2005 Premio al Mejor Actor de Reparto en el 2.º Festival de Cine Erótico de D.F. Distrito Federal, México.
2005 Premio al Mejor Actor de Reparto en el Festival Internacional de Cine Erótico de Barcelona FICEB.
2006 Premio al Mejor Actor de Reparto Internacional en el 2.º Festival de Cine Erótico de Madrid.
2007 Premio al Mejor Actor Europeo en el Festival Internacional de Cine de Zúrich, Suiza
2007 Premio al Mejor Actor Español en el Festival Internacional de Cine Erótico de Barcelona FICEB por su papel en la película Mi Padre.
2007 Premio al Mejor Actor Europeo en el Festival International de l'Érotisme de Bruxelles
2007 Premio a la Mejor película del año por Mi padre en Buenos Aires, Argentina.
2008 Nominado al Mejor Actor Español en el Festival Internacional de Cine Erótico de Barcelona FICEB por su papel en la película Mi Padre.
2008 Nominado al Mejor Director Español en el Festival Internacional de Cine Erótico de Barcelona FICEB por su papel en la película Mi Padre.
2008 Premio al Mejor Actor del año en el Festival Erótico de San Sebastián por su papel en la película Mi Padre.
2008 Premio al Mejor Director del año por la película InmigranteX  en el Festival Erótico de San Sebastián.
2009 Premio al Mejor Actor Internacional en el Festival del Erotismo de Bélgica
2013 Premio al Mejor Director del año FICEB 2013 Premios Primera Línea.
2013 Premio a la Mejor Web de contenidos para adultos del año EXPLICITAL FICEB 2013 Premios Primera Línea.